# Adam Stenelt
Adam Stenelt (auch Adam Steinelt oder Adam Steinvelt) (geboren vor 1606 in Freiberg; gestorben 1640 oder später) war ein deutscher Bildhauer in Osnabrück.

## Leben
Adam Stenelts Vater war Steiger im Bergbau in Freiberg. Dessen jüngerer Sohn Hans Stenelt wurde ebenfalls in Freiberg geboren und trat 1611 der Steinmetzgilde in Münster bei. 1623 heiratete er Margareta zu Hülse.
Adam Stenelt stand seit 1606 in Diensten des Osnabrücker Fürstbischofs Philipp Sigismund von Braunschweig-Wolfenbüttel. Seine letzte Erwähnung stammt aus dem Jahr 1631.

## Werke (Auswahl)

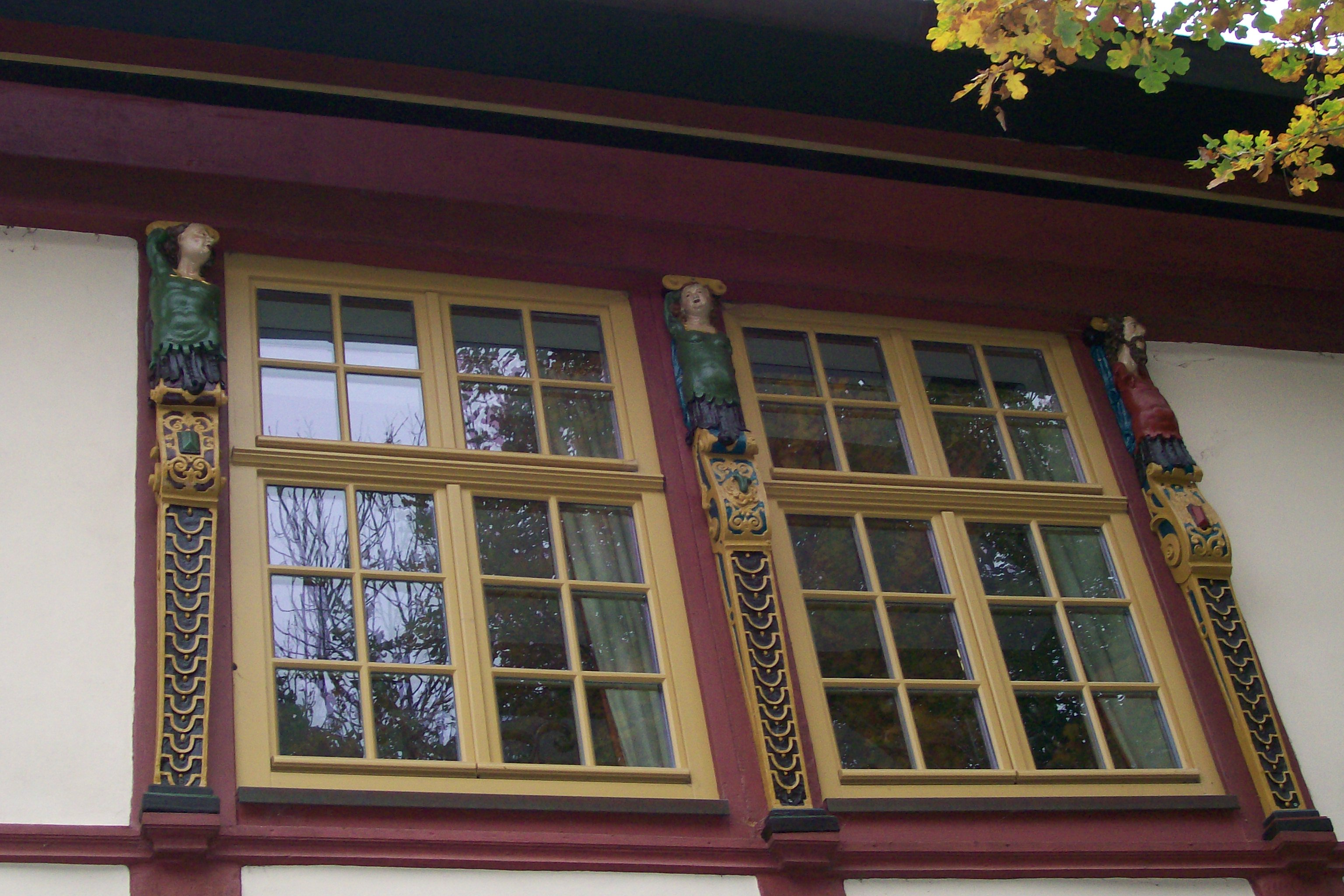
Schnitzarbeiten am Jagdschlösschen Bad Iburg

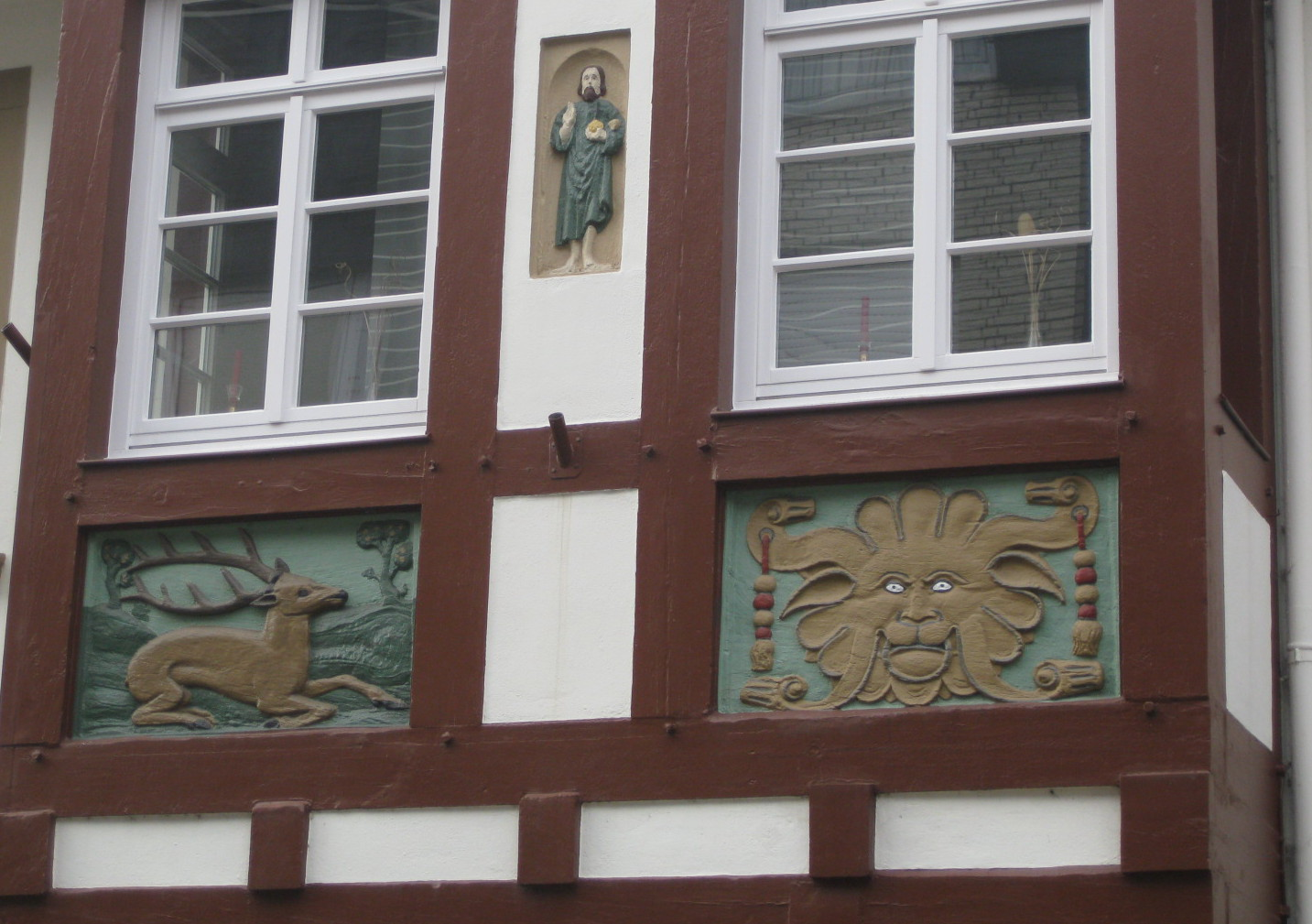
Schnitzarbeiten am Haus Große Straße 6, Bad Iburg

Stenelts Werke zeigen einen Stil im Übergang zwischen Renaissance und Barock. Stilistisch verwandt sind sie mit den Werken Gerhard Gröningers. Den größten Anteil unter seinen Werken stellen große Epitaphien aus Sandstein.
- Epitaph für den Stiftsdekan Eberhard von Mallinckrodt, 1606, St. Johann in Osnabrück
- Moseskanzel aus Sandstein, 1617, St. Aegidius in Rheda-Wiedenbrück
- Epitaph für Kantor Vincke
- Schnitzarbeiten am Jagdschlösschen in Bad Iburg
- Epitaph für den Drosten Friedrich von Twickel, Evangelische Stadtkirche in Rheda-Wiedenbrück
- Drei Epitaphien, Fleckenskirche St. Nikolaus in Bad Iburg
- Schnitzarbeiten am Haus Große Straße 6, Bad Iburg
- Epitaphien für v. Grapendorf (1622), Mallinkrodt (nach 1617) und v. Langen (nach 1628), Dom zu Minden
- Epitaphien für Joachim und Dietrich von Anderten (1621), Marktkirche in Hannover
- Epitaph für Grothus (nach 1612), Kirche in Bramsche (Lingen)
- Epitaph für Westerholt (nach 1609), St.-Paulus-Dom in Münster
- Epitaph für  L. Bode (1631?), St. Servatii in Münster
- Epitaphien für v. Dincklage (1613), St. Sylvester in Quakenbrück

## Steneltstraße
Die 1934 im hannoverschen Stadtteil Groß-Buchholz angelegte Steneltstraße ehrt den Bildhauer, „der um 1620 mehrere Grabdenkmäler in der Marktkirche schuf.“